# Фоксволде
Фоксволде (нід. Foxwolde) — селище в нідерландській провінції Дренте. Входить до муніципалітету Норденвелд.
Його площа становить 1,14 км², а населення станом на 2021 рік складало 160 осіб.
Перша згадка про населений пункт датується 1313 роком.